# 三遊亭圓鶴
三遊亭 圓鶴（さんゆうてい えんかく、1850年 - 1901年9月21日）は、武州所沢（現：埼玉県所沢市）出身の落語家。本名は倉片順六。兄は同じ落語家の三遊一朝。
明治初期に兄と同じ三遊亭圓朝の下に入門して、兄が名乗った三遊亭勢朝を名乗り、1877年ころに圓鶴と改名する。
1901年9月21日盲腸で死去。享年51。亡くなる直前『噺家は自分一代で沢山、子孫は落語家になってはいけない』と遺言と『亡き父の月と変らぬ死出の旅』と言う辞世の句を残した。
なお、一朝は圓鶴よりも長寿であり、圓鶴が死去してから29年後の1930年に亡くなった。一朝は圓朝一門でも最も長寿であった。
長男助次郎は父の遺言に背向き4代目橘家圓蔵門下で落語家になり、鶴蔵を名乗ったが、前座で廃業した。次男も貞蔵を名乗ったが早死した。